# Судисловский сельский округ
Судисловский сельский округ — упразднённая административно-территориальная единица, существовавшая на территории Шаховского района Московской области в 1994—2006 годах.
Судисловский сельсовет был образован в первые годы советской власти. В 1922 году он числился в составе Судисловской волости Волоколамского уезда Московской губернии.
В 1926 году Судисловский с/с включал 3 населённых пункта — Судислово, Гаврино и Ржищи, а также 2 хутора.
В 1929 году Судисловский сельсовет был отнесён к Шаховскому району Московского округа Московской области.
17 июля 1939 года к Судисловскому с/с были присоединены селения Лобаново, Михайловское и Павловское упразднённого Лобановского с/с.
4 января 1952 года к Судисловскому с/с были присоединены селения Рождествено и Стариково Коптязинского с/с, а также Гордино Елизаровского с/с.
8 августа 1959 года к Судисловскому с/с были присоединены селения Бурцево, Сизенево и Юрьево Игнатковского с/с, а также Вишенки, Софьино и Ховань Паршинского с/с.
20 августа 1960 года к Судисловскому с/с был присоединён Ядровский с/с. Одновременно селения Лобаново, Михайловское, Павловское и Стариково были переданы из Судисловского с/с в новый Лобановский с/с. Селения Вишенки, Софьино и Ховань были возвращены в Паршинский с/с, а Бурцево, Сизинево, Юрьево и посёлок Заготскота — Игнатковскому с/с.
1 февраля 1963 года Шаховской район был упразднён и Судисловский с/с вошёл в Волоколамский укрупнённый сельский район.
11 января 1965 года Шаховской район был восстановлен и Судисловский с/с вновь вошёл в его состав.
3 июня 1974 года в Судисловском с/с было упразднено селение Галициновка.
28 января 1977 года к Судисловскому с/с был присоединён Новоникольский с/с.
3 февраля 1994 года Судисловский с/с был преобразован в Судисловский сельский округ.
В ходе муниципальной реформы 2005 года Судисловский сельский округ прекратил своё существование как муниципальная единица. При этом населённые пункты Гаврино, Малое Судислово, Судислово и Шестаково вошли в Городское поселение Шаховская, Муриковский Разъезд — в Сельское поселение Степаньковское, а остальные населённые пункты — в Сельское поселение Раменское.
29 ноября 2006 года Судисловский сельский округ исключён из учётных данных административно-территориальных и территориальных единиц Московской области.